# Andrea Agostini
Andrea Agostini (Breno, 26 novembre 1970) è un ex mezzofondista e fondista di corsa in montagna italiano.

## Biografia
Ha partecipato a complessive sei edizioni dei mondiali di corsa in montagna, la prima delle quali nel 1989, in cui è stato campione del mondo nella categoria juniores, e le successive cinque nella categoria seniores (la prima, nel 1991, nella distanza corta, le successive nella distanza lunga o comunque nella corsa seniores dopo l'abolizione della distanza corta), con un quinto posto (nel 1995) come miglior piazzamento individuale. Ha inoltre vinto un argento a squadre nella gara juniores del 1989 e complessive cinque medaglie a squadre nella categoria seniores (due ori e tre argenti). In aggiunta ai Mondiali, in carriera ha partecipato anche a due edizioni degli Europei di corsa in montagna, con un dodicesimo posto come miglior piazzamento individuale ma vincendo due medaglie d'oro a squadre. Nel 1994 è stato inoltre campione italiano di corsa in montagna.
I suoi fratelli Paolo e Marco e sua cognata Cristina Scolari (moglie di Marco) hanno tutti a loro volta partecipato a delle edizioni dei Mondiali e degli Europei di corsa in montagna; suo nipote Francesco (figlio di Marco e Cristina Scolari) è a sua volta un mezzofondista e fondista di livello nazionale, con anche diverse convocazioni nelle nazionali giovanili italiane.
L'Atletica Valle Camonica, società camuna in cui sia lui che i fratelli che il nipote hanno iniziato a praticare atletica, è stata fondata da Innocente Agostini, padre di Marco, Paolo ed Andrea.

## Palmarès
| Anno | Manifestazione                | Sede                     | Evento          | Risultato | Prestazione | Note |
| ---- | ----------------------------- | ------------------------ | --------------- | --------- | ----------- | ---- |
| 1989 | Mondiali di corsa in montagna | Die e Châtillon-en-Diois | Corsa juniores  | Oro       | 34'25"      |      |
| 1989 | Mondiali di corsa in montagna | Die e Châtillon-en-Diois | A squadre       | Argento   | 12 p.       |      |
| 1991 | Mondiali di corsa in montagna | Zermatt                  | Distanza corta  | 7º        | 55'25"      |      |
| 1991 | Mondiali di corsa in montagna | Zermatt                  | A squadre       | Argento   | 21 p.       |      |
| 1992 | Mondiali di corsa in montagna | Val di Susa              | Distanza lunga  | 48º       |             |      |
| 1992 | Mondiali di corsa in montagna | Val di Susa              | A squadre       | Argento   | 24 p.       |      |
| 1994 | Mondiali di corsa in montagna | Berchtesgaden            | Uomini seniores | 27º       |             |      |
| 1994 | Mondiali di corsa in montagna | Berchtesgaden            | A squadre       | Oro       | 37 p.       |      |
| 1995 | Mondiali di corsa in montagna | Edimburgo                | Uomini seniores | 5º        | 52'57"      |      |
| 1995 | Mondiali di corsa in montagna | Edimburgo                | A squadre       | Argento   | 24 p.       |      |
| 2000 | Europei di corsa in montagna  | Międzygórze              | Uomini seniores | 12º       |             |      |
| 2000 | Europei di corsa in montagna  | Międzygórze              | A squadre       | Oro       | 16 p.       |      |
| 2001 | Mondiali di corsa in montagna | Arta Terme               | Uomini seniores | 37º       |             |      |
| 2001 | Mondiali di corsa in montagna | Arta Terme               | A squadre       | Oro       | 19 p.       |      |
| 2005 | Europei di corsa in montagna  | Trento                   | Uomini seniores | 33º       |             |      |
| 2005 | Europei di corsa in montagna  | Trento                   | A squadre       | Oro       | 19 p.       |      |

## Campionati nazionali
1994
- Oro ai campionati italiani di corsa in montagna

2004
- 8º ai campionati italiani di corsa campestre - 37'22"
- 11º ai campionati italiani di corsa in montagna

2005
- 13º ai campionati italiani di corsa campestre - 37'42"

2006
- 8º ai campionati italiani di corsa in montagna - 1h03'03"

2008
- 15º ai campionati italiani di corsa in montagna - 51'55"

## Altre competizioni internazionali
1992
- Oro al Trofeo Vanoni ( Morbegno), gara a staffetta (in squadra con Battista Lizzoli e Claudio Galeazzi)

1993
- 12º alla Roma-Ostia ( Roma) - 1h07'00"
- Oro al Trofeo Vanoni ( Morbegno), gara a staffetta (in squadra con Battista Lizzoli e Claudio Galeazzi)
- Oro al Trofeo Vanoni ( Morbegno) - 30'18"

1994
- 9º alla Cinque Mulini ( San Vittore Olona) - 33'33"
- 15º al Campaccio ( San Giorgio su Legnano) - 39'13"
- 10º al Cross della Vallagarina ( Villa Lagarina) - 30'11"

1996
- Bronzo al Campaccio ( San Giorgio su Legnano) - 19'34"
- 7º al Cross della Vallagarina ( Villa Lagarina) - 29'03"

1997
- 8º al Cross della Vallagarina ( Villa Lagarina) - 29'24"

2000
- Oro alla Stralivigno ( Livigno), 19,2 km - 1h10'19"
- 14º al Cross della Vallagarina ( Villa Lagarina) - 29'42"

2001
- Bronzo alla Stralivigno ( Livigno), 22 km - 1h16'01"

2002
- Oro al Trofeo Vanoni ( Morbegno) - 30'12"

2003
- Argento alla Stralivigno ( Livigno), 22 km - 1h14'49"
- 13º al Cross della Vallagarina ( Villa Lagarina) - 28'15"
- 5º a La Ciaspolada ( Fondo) - 27'22"
- Oro al Trofeo Jack Canali ( Albavilla) - 36'55"[3]

2005
- 6º alla Stralivigno ( Livigno), mezza maratona - 1h19'46"
- 13º al Cross della Vallagarina ( Villa Lagarina) - 37'42"

2007
- 6º al Trofeo Vanoni ( Morbegno), gara a staffetta[4] - 1h34'31" (in squadra con Antonio Toninelli ed Alessio Rinaldi)

2009
- 27º al Trofeo Vanoni ( Morbegno) - 32'05"